# Johan van Nassau-Dillenburg
Johan van Nassau-Dillenburg (gesneuveld bij Hermannstein vlak bij Wetzlar, 10 augustus 1328), Duits: Johann Graf von Nassau-Dillenburg, was de eerste graaf van Nassau-Dillenburg, een deel van het graafschap Nassau. Hij stamt uit de Ottoonse Linie van het Huis Nassau.

## Biografie
Johan was de jongste zoon van graaf Otto I van Nassau en Agnes van Leiningen, dochter van graaf Emico IV van Leiningen en Elisabeth.

### Graaf van Nassau-Dillenburg

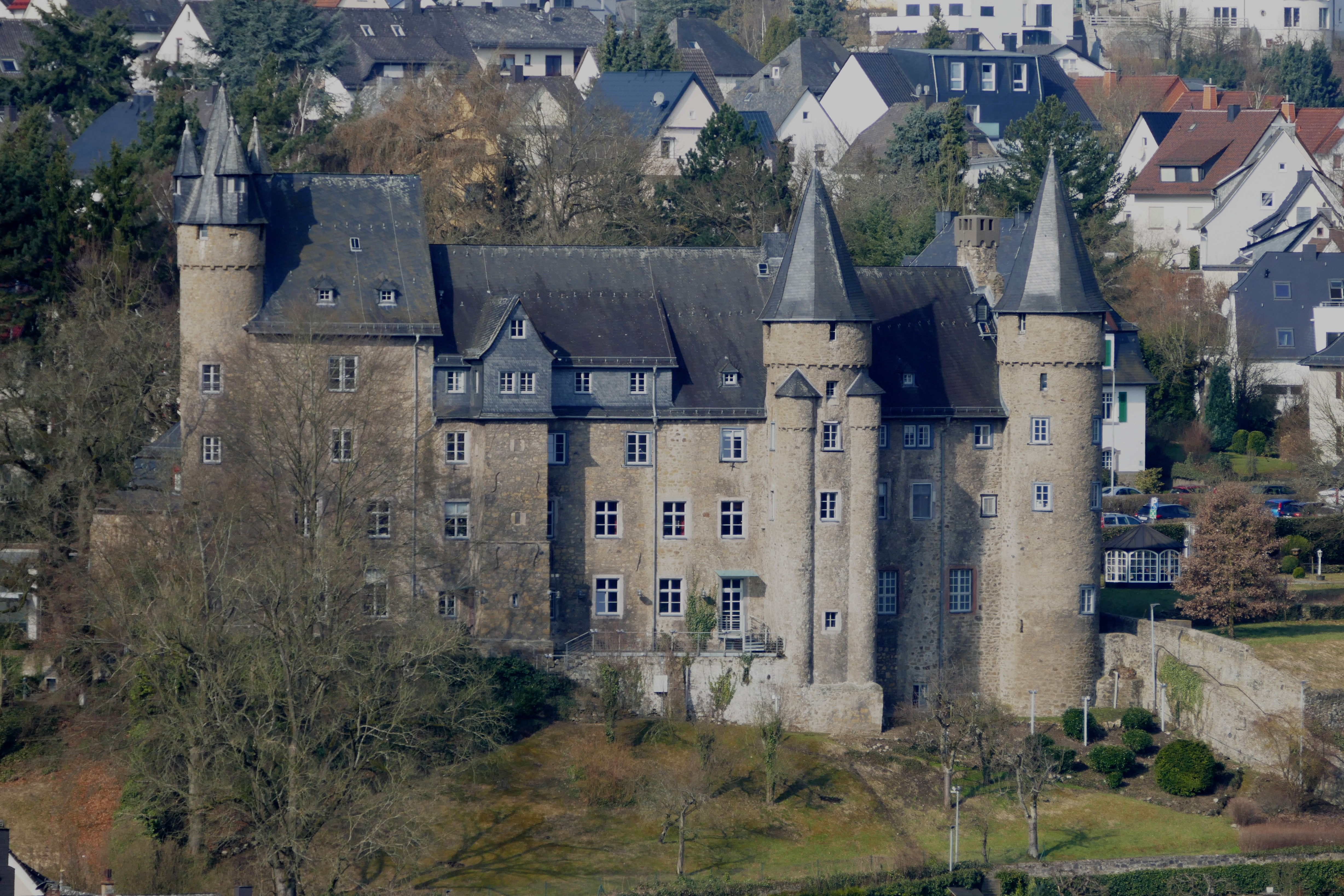
Slot Herborn

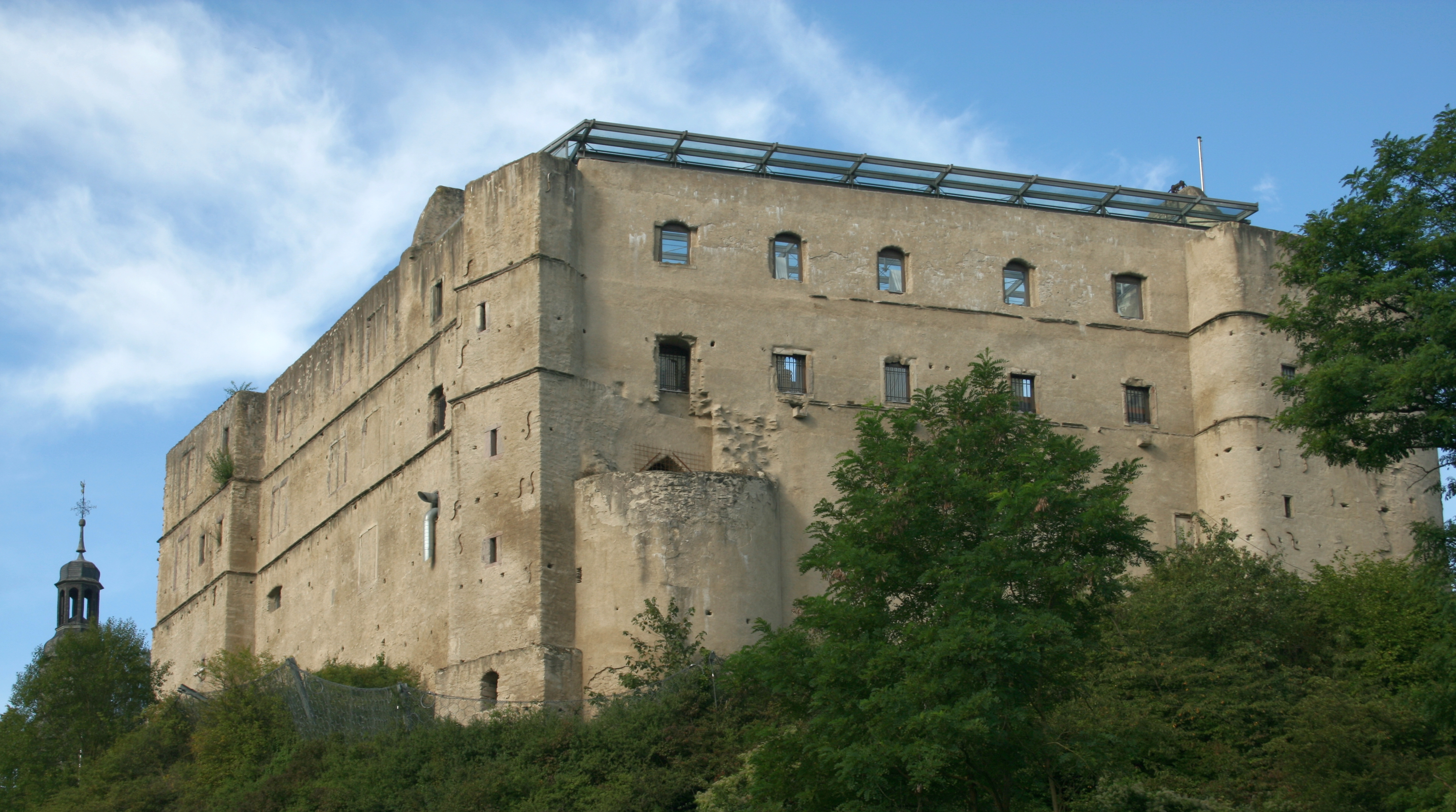
De ruïne van de Burcht Löhnberg

Johan volgde in 1290 zijn vader op samen met zijn broers Hendrik en Emico. In datzelfde jaar kochten de drie broers de stad Driedorf en de parochies die ervan afhankelijk waren. Het graafschap werd na een lang geschil in 1303 onder de drie overlevende broers verdeeld. Johan verkreeg Dillenburg, de Herborner Mark, de Kalenberger Zent en het ambt Löhnberg. Hendrik werd graaf van Nassau-Siegen en Emico graaf van Nassau-Hadamar.
Johan droeg reeds in 1306, met toestemming van landgraaf Hendrik I van Hessen, zijn bezittingen in leen aan zijn oudste broer Hendrik over, met de voorwaarde dat zijn deelgraafschap bij zijn dood aan zijn broer zou toevallen. Hij verwierf in 1307 de bezittingen van de Duitse Orde in Mengerskirchen.
Op 8 november 1308 lukte het Johan het gebied van het bisdom Worms binnen de Kalenberger Zent als leengoed aan zich te brengen. Daar waren tot dan de heren van Hachenburg-Greifenstein en de heren van Merenberg voogden van het bisdom Worms geweest, die nu door Johan uit hun rechten en bezittingen aldaar gedrongen werden. Kort daarna, op 31 maart 1310, verkocht de laatste mannelijke telg uit het huis Merenberg, Hartrad VII († 1328), zijn aandeel in de Kalenberger Zent aan Johan, met inbegrip van het Gericht in der Halle te Nenderoth en het ambt Heimau. De schoonzoon van de laatste heer van Hachenburg-Greifenstein, graaf Engelbert I van Sayn kwam op 3 mei 1325 tot een vergelijk met Johan over de Wormse achterlenen. Johan beleende hem, met toestemming van zijn broer Hendrik, zu Mannlehen nach Wormser Lehnsrecht, met de voormalige Greifensteinse lenen op het grondgebied van de graafschappen Diez en Solms, terwijl Engelbert ten gunste van de graaf afstand deed van zijn mannen in de Kalenberger Zent en de Herborner Mark, en burchtman te Beilstein werd.
Zoals ook zijn vader, was Johan in een lange en verbitterde vete met de plaatselijke adel verwikkeld — tegen wie hij zijn leenhoogheid probeerde af te dwingen —, vooral met de heren van Dernbach en van Bicken, tegen wie hij de al sinds ongeveer 1230 lopende Dernbachse Vete om de suprematie in de Herborner Mark voortzette. Daarbij raakten hij en zijn broer Hendrik in zware twisten met de landgraven van Hessen verwikkeld, die als leenheren de plaatselijke landadel ondersteunde tegen de ambities van de Nassaus en die al in het jaar 1309 de Dernbachse erven hun kasteel Dernbach hadden verkocht. Echter, ook Johan nam deel aan het op 26 juni 1312 gesloten vergelijk tussen landgraaf Otto I van Hessen enerzijds en de graven Hendrik, Emico en Johan van Nassau anderzijds, waarin beide partijen zich verplichten om geen kastelen meer tegen elkaar te bouwen, en de Nassaus toegaven dat zij de rechten van de heren van Dernbach en van Wilnsdorf, die zij ten tijde van graaf Otto I van Nassau bezeten hadden, niet mochten inperken.
In het conflict tussen Frederik ‘de Schone’ van Oostenrijk en Lodewijk ‘de Beier’ stond Johan met zijn broers aan de zijde van de eerste. Johan was na het overlijden van paltsgraaf Rudolf I ‘de Stamelaar’ in 1319 voogd van diens zoons Adolf ‘de Eerlijke’, Rudolf II ‘de Blinde’ en Ruprecht I ‘de Rode’, en na het overlijden van Adolf in 1327 ook van diens zoon Ruprecht II ‘de Ernstige’.

Johan verkreeg in 1321 van koning Lodewijk ‘de Beier’ stadsrechten voor de plaatsen Beilstein, Löhnberg en Mengerskirchen. Hij kocht in 1326 de stad en het kasteel Katzenelnbogen dat hij in 1327 overdroeg aan Gerlach I van Nassau.

### Mainzer-Nassaus legercommandant
Toen Matthias von Buchegg, de aartsbisschop en keurvorst van Mainz, in 1324 zijn vete met Otto I van Hessen forceerde, verzekerde hij zich eerst van talrijke bondgenoten onder de Midden-Hessische en Wetterause grafelijke en adellijke families, waaronder ook de Nassaus. Johan werd op 24 maart 1327 aangesteld als Feldhauptmann. Hij commandeerde de Mainzer-Nassause troepen, die in hetzelfde jaar in de Slag bij Seibertshausen in het Gladenbacher Bergland een landgrafelijk leger versloegen. Hoewel Otto I van Hessen in januari 1328 stierf, zette zijn zoon Hendrik II ʻde IJzerenʼ de oorlog voort. Op 10 augustus 1328 bracht Hendrik ʻde IJzerenʼ bij Hermannstein vlak bij Wetzlar het Mainzer-Nassause leger onder Johan bij een zware nederlaag toe. Dit en de vier weken daarop volgende dood van aartsbisschop Matthias leidden tot het einde van de vete.
Johan sneuvelde in deze Slag bij Hermannstein. Hij was ongehuwd en zijn nalatenschap viel toe aan zijn broer Hendrik. Het testament van ʻIohannes comes de Nassaweʼ, gedateerd 4 maart 1324, schonk bezittingen voor de anniversaria van ʻpatris nostri Ottonis quondam comitis, matrisque nostre Agnetis sue collateralis nec non fratris nostri Ottonis pie Memʼ, met toestemming van ʻHeinrici comitis nostri germaniʼ. Met Johan stierf de eerste en alleen uit hem bestaande lijn Nassau-Dillenburg uit.

## Voorouders
| Voorouders van Johan van Nassau-Dillenburg | Voorouders van Johan van Nassau-Dillenburg                                                                | Voorouders van Johan van Nassau-Dillenburg                                                                | Voorouders van Johan van Nassau-Dillenburg                                                                | Voorouders van Johan van Nassau-Dillenburg                                                                | Voorouders van Johan van Nassau-Dillenburg                                     | Voorouders van Johan van Nassau-Dillenburg                                         | Voorouders van Johan van Nassau-Dillenburg                                | Voorouders van Johan van Nassau-Dillenburg                                |
| ------------------------------------------ | --- | --- | --- | --- | ------------------------------------------------------------------------------ | ---------------------------------------------------------------------------------- | ------------------------------------------------------------------------- | ------------------------------------------------------------------------- |
| Betovergrootouders                         | Rupert II van Laurenburg ? (?–1158) ⚭ ? (?–?)                                                             | ? (?–?) ⚭ ? (?–?)                                                                                         | Hendrik I van Gelre en Zutphen (ca. 1117–1182) ⚭ ca. 1135 Agnes van Arnstein (?–vóór 1179)                | Otto I van Beieren (?–1183) ⚭ ca. 1157 Agnes van Loon (?–1191)                                            | Simon II van Saarbrücken (?–1207) ⚭ vóór 1180 Liutgarde van Leiningen (?–1239) | Eberhard III van Eberstein (?–1218/19) ⚭ 1185/90 Kunigunde van Andechs (?–na 1207) | ? (?–?) ⚭ ? (?–?)                                                         | ? (?–?) ⚭ ? (?–?)                                                         |
| Overgrootouders                            | Walram I van Nassau (ca. 1146–1198) ⚭ Kunigunde (?–1198)                                                  | Walram I van Nassau (ca. 1146–1198) ⚭ Kunigunde (?–1198)                                                  | Otto I van Gelre en Zutphen (?–1207) ⚭ ca. 1185 Richardis van Beieren (?–1231)                            | Otto I van Gelre en Zutphen (?–1207) ⚭ ca. 1185 Richardis van Beieren (?–1231)                            | Frederik III van Leiningen (?–1237) ⚭ 1202/05 Agnes van Eberstein (1185/87–?)  | Frederik III van Leiningen (?–1237) ⚭ 1202/05 Agnes van Eberstein (1185/87–?)      | ? (?–?) ⚭ ? (?–?)                                                         | ? (?–?) ⚭ ? (?–?)                                                         |
| Grootouders                                | Hendrik II ‘de Rijke’ van Nassau (ca. 1180–1247/50) ⚭ vóór 1215 Machteld van Gelre en Zutphen (?–na 1247) | Hendrik II ‘de Rijke’ van Nassau (ca. 1180–1247/50) ⚭ vóór 1215 Machteld van Gelre en Zutphen (?–na 1247) | Hendrik II ‘de Rijke’ van Nassau (ca. 1180–1247/50) ⚭ vóór 1215 Machteld van Gelre en Zutphen (?–na 1247) | Hendrik II ‘de Rijke’ van Nassau (ca. 1180–1247/50) ⚭ vóór 1215 Machteld van Gelre en Zutphen (?–na 1247) | Emico IV van Leiningen (?–1276/79) ⚭ Elisabeth (?–1263)                        | Emico IV van Leiningen (?–1276/79) ⚭ Elisabeth (?–1263)                            | Emico IV van Leiningen (?–1276/79) ⚭ Elisabeth (?–1263)                   | Emico IV van Leiningen (?–1276/79) ⚭ Elisabeth (?–1263)                   |
| Ouders                                     | Otto I van Nassau (?–1289/90) ⚭ vóór 1270 Agnes van Leiningen (?–na 1299)                                 | Otto I van Nassau (?–1289/90) ⚭ vóór 1270 Agnes van Leiningen (?–na 1299)                                 | Otto I van Nassau (?–1289/90) ⚭ vóór 1270 Agnes van Leiningen (?–na 1299)                                 | Otto I van Nassau (?–1289/90) ⚭ vóór 1270 Agnes van Leiningen (?–na 1299)                                 | Otto I van Nassau (?–1289/90) ⚭ vóór 1270 Agnes van Leiningen (?–na 1299)      | Otto I van Nassau (?–1289/90) ⚭ vóór 1270 Agnes van Leiningen (?–na 1299)          | Otto I van Nassau (?–1289/90) ⚭ vóór 1270 Agnes van Leiningen (?–na 1299) | Otto I van Nassau (?–1289/90) ⚭ vóór 1270 Agnes van Leiningen (?–na 1299) |